# Schizoboea
Schizoboea é um género botânico pertencente à família Gesneriaceae.

## Espécie
Schizoboea kamerunensis

## Nome e referências
Schizoboea (Engl.) B.L.Burtt